# Hagaste
Hagaste est un village de la commune de Hiiumaa, situé dans le comté de Hiiu en Estonie.

## Géographie
Le village est situé dans l'est de l'île d'Hiiumaa, au bord de la mer des détroits, une dépendance de la mer Baltique.

## Histoire
Avant la réforme administrative d'octobre 2017, Hagaste faisait partie de la commune de Pühalepa, fusionnée à cette date avec les autres communes de l'île pour former la celle de Hiiumaa.